# سعودی گازت (روزنامه)
سعودی گازت (عربی: جريدة سعودي جازيت) یک روزنامه عربستان سعودی است که در سال ۱۹۷۶ تأسیس شد و روزانه به زبان انگلیسی منتشر می‌شود؛ این روزنامه در دو نسخه کاغذی و الکترونیکی یافت می‌شود. از سال ۱۹۸۱ تا سال ۱۹۸۳، روزنامه‌نگاران غربی از جمله دیوید تروه در خدمت این روزنامه بودند.